# Mikko Rantanen
Mikko Rantanen (Nousiainen, 29 ottobre 1996) è un hockeista su ghiaccio finlandese. Gioca in NHL, nei Dallas Stars

## Palmarès

### Mondiali
- 1 medaglia:
  - 1 argento (Russia 2016)

Club
Stanley Cup 2022